# Blue Range
Blue Range es una localidad de Trinidad y Tobago, que forma parte de la región de Diego Martín.

## Geografía
La localidad abarca parte de la isla Trinidad y limita al norte con Blue Basin, al sur y oeste con St. Lucien Road y al este con Cameron Road.

## Demografía
Datos demográficos de la localidad de Blue Range:
| Gráfica de evolución demográfica de Blue Range entre 2000 y 2011 |
|                                                                  |